# Gullesfjorden
Gullesfjorden er en fjordarm på Hinnøya i Troms og Finnmark fylke i Norge;
Gullesfjorden ligger i Kvæfjord kommune. Fjorden er fortsættelsen af Kvæfjorden. Inde i selve Gullesfjorden går der også en lille fjordarm ved navn Austerfjorden ind mod Melåa og Aspenes.
Inderst i fjorden ligger Gullesfjord Camping. De største bygder ligger omkring Flesnes, Bogen, Langvassbukt, Våtvoll og Moelv. Der findes et kapel i Gullesfjorden, Langvassbukt kapell ved Flesnes kirkegård. Der er også mindre bygder som Gombogen, Bømark, Gullholm, fraflyttede steder som Lyså og tidligere sæterområder, nu hytteområder som Vassvika.

Fra Langvassbukt går Riksvei 83 gennem Gullesfjorden til Harstad over færgeforbindelsen Flesnes–Refsnes , samt Europavej 10 fra Gullesfjordbotn (Lofastkrydset) til Lødingen og Lofoten. Riksvei 85 går fra Gullesfjordbotn mod Sigerfjorden og videre til Sortland og Vesterålen. Fylkesvei 103 går fra Gullesfjordbotn til Gullholm. 

## Øer
Forøya ligger i Gullesfjorden.

## Bjerge
I Gullesfjorden er der en række bjerge over 900m: Tverrelvtinden (1108m), Reinspelen (1083m), Botntindan (976 og 975m), Løbergsdalstindan (969, 967m og 919m), Hestetinden (960m), Vestbotntinden (948m), Nonstinden (930m), Skjelltindan (923m), Horntindan (910m) og Reinfjellet (907m): Flere af dem erf under overvågning pga. skredfare.